# Austin Howard
Austin Howard (Davenport, 22 marzo 1987) è un giocatore di football americano statunitense che gioca nel ruolo di offensive tackle per i Baltimore Ravens della National Football League (NFL). Al college giocò a football alla University of Northern Iowa sia come tight end che come offensive lineman.

## Carriera universitaria
Howard giocò per quattro anni coi Northern Iowa Panthers venendo inserito due volte nella seconda formazione ideale della Missouri Valley Football Conference.

## Carriera professionistica

### Philadelphia Eagles
Howard firmò come free agent il 27 aprile 2010 con i Philadelphia Eagles, dopo non esser stato scelto al draft NFL 2010. Debuttò come professionista il 24 ottobre contro i Tennessee Titans. Chiuse la sua stagione da rookie giocando 4 partite di cui una da titolare. Il 3 settembre 2011 venne svincolato.

### Baltimore Ravens
Tre giorni dopo firmò con la squadra di allenamento dei Baltimore Ravens.

### New York Jets
Il 23 novembre 2011 firmò con i New York senza tuttavia scendere mai in campo. Nel 2012 disputò tutte le 16 partite della stagione da titolare, come nell'anno successivo.

### Oakland Raiders
L'11 marzo 2014, Howard firmò con gli Oakland Raiders un contratto quinquennale del valore di 30 milioni di dollari, di cui 15 milioni garantiti.